# 拉烏尼翁區 (五月二日省)
9°45′31″S 76°46′33″W / 9.7586°S 76.7758°W
拉烏尼翁區（西班牙語：Distrito de La Unión），是秘魯的一個區，位於該國中部瓦努科大區的五月二日省，始建於1857年1月2日，面積167.1平方公里，海拔高度3,204米，2005年人口6,145，人口密度每平方公里37人。